# Morti nel 1919
| Questa pagina contiene informazioni ricavate automaticamente dalle voci biografiche con l'ausilio del template Bio e di un bot. L'aggiornamento è periodico e automatico e ricostruisce completamente la pagina. Se manca una persona in questa lista, sei pregato di non aggiungerla, ma accertati piuttosto che la sua voce biografica contenga il template Bio e che i dati anagrafici siano correttamente compilati. Se il template Bio manca, inseriscilo tu stesso o, in alternativa, metti l'avviso {{tmp\|Bio}} che ne segnala la mancanza. Se i dati riportati sono sbagliati, correggi direttamente la voce biografica; le modifiche saranno visibili in questa lista entro pochi giorni. Per chiarimenti vedi il progetto biografie. La lista contiene solo le 599 persone che sono citate nell'enciclopedia e per le quali è stato implementato correttamente il template Bio. Pagina aggiornata al 18 ago 2025. |

## Gennaio(60)
- 1º gennaio - Hugo Blümner, archeologo e filologo classico tedesco (n. 1844)
- 1º gennaio - Giovanni Broggi, scultore italiano (n. 1853)
- 1º gennaio - David Lubin, mercante e filantropo polacco (n. 1849)
- 1º gennaio - Dante Racca, sindacalista italiano (n. 1865)
- 2 gennaio - Arthur Gould, rugbista a 15 gallese (n. 1864)
- 3 gennaio - Frank Duveneck, pittore statunitense (n. 1848)
- 4 gennaio - Dante Conte, pittore italiano (n. 1885)
- 4 gennaio - Georg von Hertling, politico tedesco (n. 1843)
- 4 gennaio - Camillo Monetti, calciatore e militare italiano (n. 1892)
- 5 gennaio - Vitol'd Polonskij, attore russo (n. 1879)
- 6 gennaio - Max Heindel, esoterista e astrologo danese (n. 1865)
- 6 gennaio - Ettore Pedotti, politico e generale italiano (n. 1842)
- 6 gennaio - Theodore Roosevelt, politico e militare statunitense (n. 1858)
- 6 gennaio - Jacques Vaché, scrittore francese (n. 1895)
- 7 gennaio - Luigi Accurti, ammiraglio austriaco (n. 1869)
- 7 gennaio - Lorenzo Gaslini, calciatore e aviatore italiano (n. 1890)
- 8 gennaio - Joaquín Agrasot, pittore spagnolo (n. 1836)
- 8 gennaio - Eugenio Brunetta d'Usseaux, dirigente sportivo italiano (n. 1857)
- 8 gennaio - Peter Altenberg, scrittore, poeta e aforista austriaco (n. 1859)
- 8 gennaio - Leonilde Gabbi, soprano italiana (n. 1863)
- 8 gennaio - Ippolito Niccolini, politico e imprenditore italiano (n. 1848)
- 8 gennaio - Max Näther, militare e aviatore tedesco (n. 1899)
- 8 gennaio - Jim O'Rourke, giocatore di baseball statunitense (n. 1850)
- 10 gennaio - Donald Mackenzie Wallace, giornalista scozzese (n. 1841)
- 10 gennaio - Rodolfo Ferrari, direttore d'orchestra italiano (n. 1865)
- 10 gennaio - Wallace Clement Sabine, fisico statunitense (n. 1868)
- 10 gennaio - Friedrich Schauta, ginecologo austriaco (n. 1849)
- 12 gennaio - John B. Mason, attore e cantante statunitense (n. 1858)
- 12 gennaio - Charles Wyndham, attore e medico inglese (n. 1837)
- 15 gennaio - Jérôme Eugène Coggia, astronomo francese (n. 1849)
- 15 gennaio - Karl Liebknecht, politico e avvocato tedesco (n. 1871)
- 15 gennaio - Rosa Luxemburg, filosofa, economista e politica polacca (n. 1871)
- 16 gennaio - Gaspare Matrona, avvocato e politico italiano (n. 1836)
- 16 gennaio - Francisco de Paula Rodrigues Alves, politico brasiliano (n. 1848)
- 18 gennaio - John Windsor, principe britannico (n. 1905)
- 18 gennaio - Ludovico Vittorio d'Asburgo-Lorena, principe austriaco (n. 1842)
- 19 gennaio - Stepan Zorian, rivoluzionario armeno (n. 1867)
- 21 gennaio - Ahmed Muhtar Pascià, militare e politico ottomano (n. 1839)
- 21 gennaio - Gojong di Corea, re coreano (n. 1852)
- 22 gennaio - Carl Larsson, pittore e illustratore svedese (n. 1853)
- 24 gennaio - Filiberto Castellano, matematico italiano (n. 1860)
- 24 gennaio - Carolina Luzzatto, scrittrice, giornalista e patriota italiana (n. 1837)
- 24 gennaio - Ulisse Rocchi, politico e medico italiano (n. 1836)
- 24 gennaio - Ismail Qemali, politico albanese (n. 1844)
- 25 gennaio - Robert Harry Inglis Palgrave, economista britannico (n. 1827)
- 25 gennaio - Rosalie Sjöman, fotografa svedese (n. 1833)
- 26 gennaio - Michele Cortegiani, pittore italiano (n. 1857)
- 26 gennaio - Martin Kollár, presbitero, giornalista e politico slovacco (n. 1853)
- 26 gennaio - Umberto Moggioli, pittore italiano (n. 1886)
- 27 gennaio - Endre Ady, poeta ungherese (n. 1877)
- 27 gennaio - Léon Delachaux, pittore francese (n. 1850)
- 28 gennaio - Franz Mehring, politico e storico tedesco (n. 1846)
- 28 gennaio - Dmitrij Konstantinovič Romanov, nobile russo (n. 1860)
- 28 gennaio - Georgij Michajlovič Romanov, nobile russo (n. 1863)
- 28 gennaio - Nikolaj Michajlovič Romanov, nobile russo (n. 1859)
- 29 gennaio - Ermete Novelli, attore italiano (n. 1851)
- 30 gennaio - Pavel Aleksandrovič Romanov, nobile russo (n. 1860)
- 30 gennaio - Sam Steele, militare canadese (n. 1849)
- 31 gennaio - Roberto Diotaiuti, generale italiano (n. 1866)
- 31 gennaio - Paul Lindau, drammaturgo tedesco (n. 1839)

## Febbraio(57)
- 1º febbraio - Luigi Maria Bossi, ginecologo e politico italiano (n. 1859)
- 1º febbraio - Antonio Maria Grasselli, religioso, teologo e arcivescovo cattolico italiano (n. 1827)
- 1º febbraio - Ester Mauri, pittrice italiana (n. 1866)
- 2 febbraio - Hippolyte Bernheim, medico e neurologo francese (n. 1840)
- 2 febbraio - Xavier Leroux, compositore e docente francese (n. 1863)
- 2 febbraio - Nicola Salvatore Dino, matematico italiano (n. 1843)
- 3 febbraio - Edward Charles Pickering, astronomo e fisico statunitense (n. 1846)
- 3 febbraio - Maria Teresa Enrichetta d'Austria-Este, regina tedesca (n. 1849)
- 5 febbraio - William Michael Rossetti, poeta e critico letterario britannico (n. 1829)
- 5 febbraio - Vasilij Vasil'evič Rozanov, scrittore e filosofo russo (n. 1856)
- 5 febbraio - Friedrich Schwally, islamista tedesco (n. 1863)
- 5 febbraio - Maria Storni Trevisan, scrittrice e nobile italiana (n. 1865)
- 6 febbraio - Giovanni Battista Pagano Guarnaschelli, politico e magistrato italiano (n. 1836)
- 6 febbraio - Michele Paternò Castello di Bicocca, politico italiano (n. 1837)
- 7 febbraio - Émile Laporte, scultore e pittore francese (n. 1841)
- 9 febbraio - Camillo Candiani, militare e politico italiano (n. 1841)
- 9 febbraio - Augusto Elia, patriota, militare e politico italiano (n. 1829)
- 10 febbraio - Gustavo Frizzoni, critico d'arte italiano (n. 1840)
- 11 febbraio - Francesco Mottino, baritono, scrittore e librettista italiano
- 12 febbraio - Harold Gilman, pittore inglese (n. 1876)
- 12 febbraio - José Grases Riera, architetto spagnolo (n. 1850)
- 13 febbraio - Matteo Albertone, generale italiano (n. 1840)
- 13 febbraio - Otto Gross, neurologo, psicoanalista e filosofo austriaco (n. 1877)
- 14 febbraio - Emilio Buttironi, patriota italiano (n. 1844)
- 14 febbraio - Ettore Perosio, pianista e direttore d'orchestra italiano (n. 1868)
- 15 febbraio - Gennaro Costagliola, arcivescovo cattolico italiano (n. 1850)
- 15 febbraio - André Prévost, tennista francese (n. 1860)
- 15 febbraio - Sof'ja Aleksandrovna Subbotina, rivoluzionaria russa (n. 1830)
- 16 febbraio - Vera Vasil'evna Cholodnaja, attrice ucraina (n. 1893)
- 16 febbraio - Antonio Gui, politico e magistrato italiano (n. 1843)
- 16 febbraio - Mark Sykes, diplomatico britannico (n. 1879)
- 17 febbraio - Antanas Ričardas Druvė, militare lituano (n. 1865)
- 17 febbraio - Wilfrid Laurier, politico canadese (n. 1841)
- 17 febbraio - Murray Marble, compositore di scacchi statunitense (n. 1885)
- 18 febbraio - Basilide Del Zio, scrittore italiano (n. 1839)
- 19 febbraio - Berta d'Assia-Philippsthal-Barchfeld, principessa tedesca (n. 1874)
- 19 febbraio - Antonin Carlès, scultore francese (n. 1851)
- 19 febbraio - Frederick DuCane Godman, entomologo e ornitologo inglese (n. 1834)
- 19 febbraio - Júlia Hunyady de Kéthely, nobildonna ungherese (n. 1831)
- 20 febbraio - Eugène Besse, maratoneta francese (n. 1881)
- 20 febbraio - Aniello Califano, poeta e paroliere italiano (n. 1870)
- 20 febbraio - Habibullah Khan, emiro afghano (n. 1872)
- 20 febbraio - Ruggero Alfredo Micheli, generale e ingegnere italiano (n. 1847)
- 21 febbraio - Enrico Bernardi, inventore italiano (n. 1841)
- 21 febbraio - Johnny Condon, pugile britannico (n. 1889)
- 21 febbraio - Mary Edwards Walker, medico e attivista statunitense (n. 1832)
- 21 febbraio - Kurt Eisner, giornalista e politico tedesco (n. 1867)
- 21 febbraio - Carlo Antonio di Hohenzollern-Sigmaringen, principe tedesco (n. 1868)
- 23 febbraio - Alessandro Ghena, calciatore italiano (n. 1894)
- 23 febbraio - Alexander Kolisko, patologo austriaco (n. 1857)
- 24 febbraio - Federico Persico, giurista e poeta italiano (n. 1829)
- 24 febbraio - Abd-el-Kader Salza, storico della letteratura e filologo italiano (n. 1875)
- 24 febbraio - Julian Russell Story, pittore statunitense (n. 1857)
- 27 febbraio - Robert Harris, pittore canadese (n. 1849)
- 28 febbraio - Enrico Cavalli, pittore italiano (n. 1849)
- 28 febbraio - Natalino Guillaume, attore e regista italiano (n. 1888)
- 28 febbraio - Fulcieri Paulucci di Calboli, militare italiano (n. 1893)

## Marzo(43)
- 1º marzo - Massimo Del Carlo, politico e medico italiano (n. 1848)
- 1º marzo - Sven Forssman, ginnasta svedese (n. 1882)
- 2 marzo - Melchora Aquino, attivista e rivoluzionaria filippina (n. 1812)
- 2 marzo - Jeanne Labourbe, rivoluzionaria francese (n. 1877)
- 5 marzo - Carlo Carignani, compositore e direttore d'orchestra italiano (n. 1857)
- 5 marzo - George Cunningham, medico, odontoiatra e esperantista britannico (n. 1852)
- 5 marzo - Frances Anne Hopkins, pittrice britannica (n. 1838)
- 5 marzo - Ernest von Koerber, politico austriaco (n. 1850)
- 6 marzo - George Eyser, ginnasta tedesco (n. 1870)
- 6 marzo - Gialdino Gialdini, compositore italiano (n. 1842)
- 6 marzo - Hilary Abner Herbert, politico statunitense (n. 1834)
- 6 marzo - Pierce McCan, politico irlandese (n. 1882)
- 7 marzo - Marija Aleksandrovna Puškina, nobildonna russa (n. 1832)
- 8 marzo - Hans Aronson, batteriologo, medico e pediatra tedesco (n. 1865)
- 8 marzo - Alexis Mérodack-Jeanneau, pittore francese (n. 1873)
- 10 marzo - Amelia Edith Barr, scrittrice britannica (n. 1831)
- 10 marzo - Mark Timofeevič Elizarov, rivoluzionario e politico russo (n. 1863)
- 10 marzo - Leo Jogiches, politico lituano (n. 1867)
- 14 marzo - Roger A. Pryor, politico, diplomatico e generale statunitense (n. 1828)
- 14 marzo - Marcus Ravenswaaij, tiratore a segno olandese (n. 1862)
- 15 marzo - Emma Jane Gay, fotografa statunitense (n. 1830)
- 16 marzo - Jakov Michajlovič Sverdlov, politico sovietico (n. 1885)
- 17 marzo - Kenyon Cox, pittore, illustratore e scrittore statunitense (n. 1856)
- 17 marzo - Constance Crawley, attrice, sceneggiatrice e regista inglese (n. 1879)
- 17 marzo - Paul von Jankó, musicista e ingegnere ungherese (n. 1856)
- 17 marzo - Nikolaj Alekseevič Zarudnyj, esploratore e zoologo russo (n. 1859)
- 18 marzo - Joseph Leydet, magistrato francese (n. 1855)
- 18 marzo - Orazio Pierozzi, ufficiale e aviatore italiano (n. 1884)
- 19 marzo - Hugh Munro, alpinista scozzese (n. 1856)
- 20 marzo - François Henri Hallopeau, dermatologo francese (n. 1842)
- 20 marzo - Edward Charles Stirling, antropologo britannico (n. 1848)
- 21 marzo - Otto Schrader, filologo tedesco (n. 1855)
- 23 marzo - Henry Martyn Blossom, librettista e scrittore statunitense (n. 1866)
- 23 marzo - Francesco di Paola Cassetta, cardinale italiano (n. 1841)
- 23 marzo - Natale Palli, militare e aviatore italiano (n. 1895)
- 23 marzo - Severino Sani, politico italiano (n. 1840)
- 24 marzo - Francesco Orsini Baroni, imprenditore e politico italiano (n. 1837)
- 25 marzo - Wilhelm Lehmbruck, scultore e pittore tedesco (n. 1881)
- 27 marzo - Renato De Censi, calciatore e militare italiano (n. 1893)
- 29 marzo - Otto Wünsche, militare tedesco (n. 1884)
- 30 marzo - Francesco Lanza Spinelli di Scalea, nobile, politico e imprenditore italiano (n. 1834)
- 31 marzo - Giovanni Bianchetti, organaro italiano (n. 1867)
- 31 marzo - Dolors Monserdà i Vidal, poetessa e scrittrice spagnola (n. 1845)

## Aprile(37)
- 4 aprile - William Crookes, chimico e fisico britannico (n. 1832)
- 4 aprile - Francesco Marto, portoghese (n. 1908)
- 5 aprile - Lallie Charles, fotografa britannica (n. 1869)
- 7 aprile - Carlo Saverio Belli, botanico e micologo italiano (n. 1852)
- 7 aprile - Giosafata Hordaševska, religiosa ucraina (n. 1869)
- 7 aprile - Ivan Semënovič Sergeev, navigatore russo (n. 1863)
- 8 aprile - Loránd Eötvös, fisico ungherese (n. 1848)
- 8 aprile - Frank Winfield Woolworth, imprenditore statunitense (n. 1852)
- 8 aprile - Karl Załuski von Zaluskie, diplomatico, orientalista e linguista polacco (n. 1834)
- 9 aprile - Sidney Drew, attore, regista e sceneggiatore statunitense (n. 1863)
- 9 aprile - Emil Schallopp, scacchista tedesco (n. 1843)
- 10 aprile - Emiliano Zapata, rivoluzionario, anarchico e generale messicano (n. 1879)
- 12 aprile - Friedrich Otto Rudolf Sturm, matematico tedesco (n. 1841)
- 14 aprile - Phoebe Hearst, statunitense (n. 1842)
- 15 aprile - Luigi Dari, politico italiano (n. 1852)
- 15 aprile - Krăstjo Krăstev, critico letterario, scrittore e traduttore bulgaro (n. 1866)
- 15 aprile - Attilio Panizza, scultore e anarchico italiano (n. 1858)
- 15 aprile - Pio Pontremoli, dirigente d'azienda, imprenditore e ingegnere italiano (n. 1848)
- 16 aprile - Anders Nicolai Kiær, statistico norvegese (n. 1838)
- 16 aprile - Carlo Lessona, giurista italiano (n. 1863)
- 17 aprile - Svetozar Ćorović, scrittore serbo (n. 1875)
- 17 aprile - László Mednyánszky, pittore ungherese (n. 1852)
- 17 aprile - Bernhard Sigmund Schultze, ginecologo tedesco (n. 1827)
- 19 aprile - Andrej Avgustovič Ėbergard, ammiraglio russo (n. 1856)
- 19 aprile - Barbara Marchisio, contralto italiano (n. 1833)
- 21 aprile - Jules Védrines, aviatore francese (n. 1881)
- 22 aprile - Henry Grant, generale inglese (n. 1848)
- 23 aprile - Maria Isabella d'Orléans, principessa spagnola (n. 1848)
- 23 aprile - Tsunehisa Takeda, principe e militare giapponese (n. 1882)
- 24 aprile - Karl Friedrich Heinrich Bruchmann, filologo classico tedesco (n. 1863)
- 24 aprile - Camille Erlanger, compositore francese (n. 1863)
- 24 aprile - Paul Fiedler, ammiraglio austriaco (n. 1861)
- 27 aprile - María Antonia Bandrés y Elósegui, religiosa spagnola (n. 1898)
- 28 aprile - Johannes Böttner, botanico tedesco (n. 1861)
- 29 aprile - Frank Crisp, avvocato britannico (n. 1843)
- 30 aprile - John Pentland Mahaffy, scrittore svizzero (n. 1839)
- 30 aprile - Gustavo di Thurn und Taxis, politico tedesco (n. 1888)

## Maggio(56)
- 1º maggio - Giovanni Camerini, politico italiano (n. 1837)
- 1º maggio - Pedro Blanco López, compositore, pianista e critico musicale spagnolo (n. 1883)
- 1º maggio - Ernest von Stockalper, ingegnere svizzero (n. 1838)
- 2 maggio - Evelyn De Morgan, pittrice britannica (n. 1855)
- 2 maggio - George Gebhardt, attore svizzero (n. 1879)
- 2 maggio - Gustav Landauer, filosofo tedesco (n. 1870)
- 3 maggio - Daniel Gilfether, attore statunitense (n. 1849)
- 4 maggio - Max Delbrück, chimico tedesco (n. 1850)
- 4 maggio - Camillo Miola, pittore italiano (n. 1840)
- 4 maggio - Milan Rastislav Štefánik, politico e generale slovacco (n. 1880)
- 5 maggio - Max Herz Pascià, architetto e storico dell'arte ungherese (n. 1856)
- 5 maggio - Errico De Marinis, politico e avvocato italiano (n. 1863)
- 6 maggio - L. Frank Baum, scrittore e produttore cinematografico statunitense (n. 1856)
- 7 maggio - Pompeo Calvia, scrittore e poeta italiano (n. 1857)
- 8 maggio - Vera Zasulič, rivoluzionaria russa (n. 1849)
- 9 maggio - Ernesto Maria Pasquali, regista e produttore cinematografico italiano (n. 1883)
- 10 maggio - Ferdinando Fontana, commediografo, librettista e scrittore italiano (n. 1850)
- 11 maggio - Achille Longo, pianista e compositore italiano (n. 1832)
- 12 maggio - Clive Wilson Warman, militare e aviatore statunitense (n. 1896)
- 13 maggio - Armand von Alberti, militare tedesco (n. 1866)
- 13 maggio - Helen Hyde, pittrice e illustratrice statunitense (n. 1868)
- 13 maggio - Eugen Netto, matematico tedesco (n. 1848)
- 14 maggio - Ernest Failloubaz, aviatore svizzero (n. 1892)
- 14 maggio - Henry John Heinz, imprenditore statunitense (n. 1844)
- 15 maggio - Aaron Aaronsohn, agente segreto romeno (n. 1876)
- 15 maggio - Friedrich Paul Nerly, pittore italiano (n. 1842)
- 15 maggio - Hasan Tahsin, giornalista e patriota turco (n. 1888)
- 16 maggio - Tommaso Carletti, diplomatico e politico italiano (n. 1860)
- 16 maggio - Carlo Chiaves, poeta e giornalista italiano (n. 1882)
- 16 maggio - Eduard Niczky, pittore tedesco (n. 1850)
- 17 maggio - Guido von List, poeta, giornalista e esoterista austriaco (n. 1848)
- 18 maggio - Frederick Cresser, canottiere statunitense (n. 1872)
- 18 maggio - José Oxilia, tenore uruguaiano (n. 1861)
- 19 maggio - Georges Lafenestre, storico dell'arte, poeta e scrittore francese (n. 1837)
- 19 maggio - Sven Olsson, calciatore svedese (n. 1889)
- 21 maggio - Evgraf Stepanovič Fëdorov, matematico e mineralogista russo (n. 1853)
- 21 maggio - Lamar Johnstone, attore statunitense (n. 1885)
- 21 maggio - Ottavio Ragni, generale italiano (n. 1852)
- 21 maggio - Victor Segalen, scrittore e etnografo francese (n. 1878)
- 22 maggio - Albert Desbrisay Carter, militare e aviatore canadese (n. 1892)
- 22 maggio - Tommaso Corsini, nobile e politico italiano (n. 1835)
- 22 maggio - Hans von Manteuffel-Szoege, militare tedesco (n. 1894)
- 24 maggio - Amado Nervo, poeta, scrittore e diplomatico messicano (n. 1870)
- 25 maggio - Luigi Belli, scultore italiano (n. 1844)
- 25 maggio - Cristoforo Bellotti, ittiologo, paleontologo e filantropo italiano (n. 1823)
- 25 maggio - Didaco Bessi, presbitero italiano (n. 1856)
- 25 maggio - Madam C. J. Walker, imprenditrice, filantropa e attivista statunitense (n. 1867)
- 25 maggio - Eliza Pollock, arciera statunitense (n. 1840)
- 27 maggio - Emilio Norsa, francescano, presbitero e compositore italiano (n. 1873)
- 27 maggio - Simon Schwendener, botanico svizzero (n. 1829)
- 28 maggio - Friedrich Merkel, anatomista e patologo tedesco (n. 1845)
- 28 maggio - Perry Owens, pistolero statunitense (n. 1852)
- 28 maggio - Hermann von Spaun, ammiraglio austro-ungarico (n. 1833)
- 29 maggio - Robert Bacon, politico e diplomatico statunitense (n. 1860)
- 30 maggio - Roberto Chery, calciatore uruguaiano (n. 1896)
- 30 maggio - Charles De Fernex, calciatore italiano (n. 1881)

## Giugno(37)
- 1º giugno - Marianne Adelaide Hedwig Dohm, scrittrice tedesca (n. 1831)
- 2 giugno - Mansell Richard James, aviatore canadese (n. 1893)
- 3 giugno - Secondo Giovanni Calzoni, patriota italiano (n. 1840)
- 3 giugno - Diego da Vallinfreda, religioso italiano (n. 1839)
- 3 giugno - William Gilson Farlow, botanico statunitense (n. 1844)
- 3 giugno - Gastone Novelli, ufficiale e aviatore italiano (n. 1895)
- 3 giugno - Ugo Zannoni, scultore italiano (n. 1836)
- 5 giugno - Manuel Franco, avvocato, magistrato e politico paraguaiano (n. 1871)
- 5 giugno - Antoni Rovira i Rabassa, architetto spagnolo (n. 1845)
- 6 giugno - Léon Paul Choffat, geologo e paleontologo svizzero (n. 1849)
- 6 giugno - Bruno von Schuckmann, avvocato e politico tedesco (n. 1857)
- 7 giugno - Henning von Holtzendorff, ammiraglio tedesco (n. 1853)
- 8 giugno - James Lackaye, attore e regista statunitense (n. 1867)
- 9 giugno - Marie-Hélène Aarestrup, pittrice norvegese (n. 1826)
- 9 giugno - Henri Boutet, disegnatore e incisore francese (n. 1851)
- 10 giugno - William Cunningham, economista inglese (n. 1849)
- 12 giugno - Guido Taramelli, militare e aviatore italiano (n. 1895)
- 14 giugno - Oleksandr Muraško, pittore ucraino (n. 1875)
- 15 giugno - Francesco Giuseppe di Braganza, principe e ufficiale portoghese (n. 1879)
- 15 giugno - Francesco Gnecchi, pittore e numismatico italiano (n. 1847)
- 16 giugno - Giovanni Prelli, generale italiano (n. 1851)
- 17 giugno - Alphonse Chodron de Courcel, politico e diplomatico francese (n. 1835)
- 19 giugno - Petre P. Carp, politico rumeno (n. 1837)
- 20 giugno - Raffaello Colarusso, politico italiano (n. 1854)
- 20 giugno - Tivadar Kosztka Csontváry, pittore ungherese (n. 1853)
- 21 giugno - Franz von Liszt, giurista tedesco (n. 1851)
- 21 giugno - Cesare Tallone, pittore italiano (n. 1853)
- 22 giugno - Julian Aleksandrovič Skrjabin, pianista e compositore russo (n. 1908)
- 23 giugno - Luigi Luciani, cardiologo e fisiologo italiano (n. 1840)
- 25 giugno - Pelagio Luna, politico e avvocato argentino (n. 1867)
- 26 giugno - Michail Semënovič Cvet, botanico russo (n. 1872)
- 27 giugno - Peter Sturholdt, pugile statunitense (n. 1885)
- 29 giugno - Karl Brugmann, linguista e filologo tedesco (n. 1849)
- 29 giugno - José Gregorio Hernández, medico venezuelano (n. 1864)
- 29 giugno - Aleksandr Frantsevič Ragoza, generale ucraino (n. 1858)
- 30 giugno - Carlo Sanseverino, imprenditore e politico italiano (n. 1847)
- 30 giugno - John William Strutt Rayleigh, fisico britannico (n. 1842)

## Luglio(32)
- 2 luglio - Theodor Reye, matematico tedesco (n. 1838)
- 2 luglio - Anna Howard Shaw, medico e attivista britannica (n. 1847)
- 2 luglio - Friedrich Soennecken, inventore e imprenditore tedesco (n. 1848)
- 3 luglio - Fred Montague, attore inglese (n. 1864)
- 3 luglio - Viktor Tausk, psichiatra e psicoanalista slovacco (n. 1879)
- 5 luglio - Eugen Levine, politico tedesco (n. 1883)
- 6 luglio - Paul Deussen, indologo e filosofo tedesco (n. 1845)
- 6 luglio - Costantino Stella, presbitero italiano (n. 1873)
- 7 luglio - Oskar Bider, aviatore svizzero (n. 1891)
- 7 luglio - Nereo Petranich, ufficiale italiano (n. 1887)
- 8 luglio - John Fox Jr., giornalista e scrittore statunitense (n. 1862)
- 8 luglio - Dmytro Vitovs'kyj, militare e politico ucraino (n. 1887)
- 10 luglio - Edward Abeles, attore statunitense (n. 1869)
- 10 luglio - Abraham Jacobi, medico tedesco (n. 1830)
- 10 luglio - Jean Navarre, militare e aviatore francese (n. 1895)
- 10 luglio - Hugo Riemann, musicologo, critico musicale e insegnante tedesco (n. 1849)
- 10 luglio - Percy Stow, regista inglese (n. 1876)
- 11 luglio - William Brewster, ornitologo statunitense (n. 1851)
- 13 luglio - Jashwant Singh II, principe indiano (n. 1864)
- 15 luglio - Hermann Emil Fischer, chimico tedesco (n. 1852)
- 16 luglio - Bhavsinhji II, principe indiano (n. 1875)
- 16 luglio - Taisuke Itagaki, politico giapponese (n. 1837)
- 17 luglio - Sofia Bisi Albini, scrittrice e giornalista italiana (n. 1856)
- 17 luglio - Pietro d'Orléans, ufficiale e viaggiatore francese (n. 1845)
- 18 luglio - Raymonde de Laroche, aviatrice e attrice teatrale francese (n. 1882)
- 25 luglio - József Kauser, architetto ungherese (n. 1848)
- 26 luglio - Edward Poynter, pittore inglese (n. 1836)
- 26 luglio - Federico Weil, banchiere e dirigente d'azienda italiano (n. 1854)
- 27 luglio - Charles Conrad Abbott, archeologo e naturalista statunitense (n. 1843)
- 28 luglio - Augusto Tamburini, psichiatra italiano (n. 1848)
- 29 luglio - George Adolphus Storey, pittore e illustratore inglese (n. 1834)
- 31 luglio - Domenico Gaspare Lancia di Brolo, arcivescovo cattolico italiano (n. 1825)

## Agosto(38)
- 1º agosto - Ray W. Jones, politico statunitense (n. 1855)
- 1º agosto - Aleksandr Aleksandrovič Kazakov, ufficiale e aviatore russo (n. 1889)
- 2 agosto - Christoph Friedrich Blumhardt, teologo e politico tedesco (n. 1842)
- 2 agosto - Angelo Lanzoni, ingegnere e imprenditore italiano (n. 1851)
- 2 agosto - Tullo Morgagni, giornalista e dirigente sportivo italiano (n. 1881)
- 2 agosto - Luigi Ridolfi, militare e aviatore italiano (n. 1894)
- 3 agosto - Paul Hartwig, archeologo tedesco (n. 1859)
- 3 agosto - Ceccardo Roccatagliata Ceccardi, poeta italiano (n. 1871)
- 4 agosto - Giambattista Casoni, giornalista e politico italiano (n. 1830)
- 7 agosto - Cesare Maccari, pittore e scultore italiano (n. 1840)
- 9 agosto - Ernst Haeckel, biologo, zoologo e filosofo tedesco (n. 1834)
- 9 agosto - Ruggero Leoncavallo, compositore e librettista italiano (n. 1857)
- 9 agosto - Herman Myhrberg, calciatore svedese (n. 1889)
- 10 agosto - Umberto Calvello, aviatore italiano (n. 1897)
- 10 agosto - George Montgomerie, XV conte di Eglinton, nobile scozzese (n. 1848)
- 11 agosto - Andrew Carnegie, imprenditore e filantropo scozzese (n. 1835)
- 11 agosto - Franz Nissl, neurologo tedesco (n. 1860)
- 11 agosto - Giovanni Ravelli, motociclista e aviatore italiano (n. 1887)
- 12 agosto - Ernest Gimson, architetto, decoratore e designer britannico (n. 1864)
- 12 agosto - Antonio Tami, magistrato, funzionario e politico italiano (n. 1846)
- 14 agosto - Romolo Molaroni, vescovo cattolico italiano (n. 1858)
- 16 agosto - Aleksandr Petrovič Izvol'skij, politico e diplomatico russo (n. 1856)
- 17 agosto - Gustav Jahn, alpinista, pittore e grafico austriaco (n. 1863)
- 18 agosto - Stanislav Schulhof, poeta ceco (n. 1864)
- 19 agosto - Mark Francis Napier, politico e dirigente d'azienda britannico (n. 1852)
- 21 agosto - Laurence Doherty, tennista britannico (n. 1875)
- 24 agosto - August Knoblauch, neurologo tedesco (n. 1863)
- 24 agosto - Raoul Le Mouton de Boisdeffre, generale francese (n. 1839)
- 24 agosto - Giuseppe Rivabella, tiratore a segno italiano
- 25 agosto - Viktor Karlovič Knorre, astronomo russo (n. 1840)
- 25 agosto - William Weldon, araldista inglese (n. 1837)
- 26 agosto - Giuseppe Capaldo, poeta italiano (n. 1874)
- 26 agosto - Georgios Sourīs, poeta e commediografo greco (n. 1853)
- 26 agosto - Romolo Ticconi, aviatore italiano (n. 1893)
- 27 agosto - Louis Botha, politico boero (n. 1862)
- 28 agosto - Herbert Ayling, attore teatrale statunitense (n. 1853)
- 28 agosto - Adolf Schmal, pistard e schermidore austriaco (n. 1872)
- 30 agosto - Giuliano Corniani, ingegnere e politico italiano (n. 1854)

## Settembre(35)
- 2 settembre - Nicola Balenzano, politico italiano (n. 1848)
- 2 settembre - Georges Clairin, pittore francese (n. 1843)
- 4 settembre - Lazzaro Frizzi, avvocato, patriota e politico italiano (n. 1838)
- 5 settembre - Frigyes Schulek, architetto ungherese (n. 1841)
- 6 settembre - Charles Beresford, politico e ammiraglio inglese (n. 1846)
- 6 settembre - Andrea Fossati, pittore italiano (n. 1844)
- 6 settembre - Pier Pander, scultore e medaglista olandese (n. 1864)
- 7 settembre - Bruno Filippi, rivoluzionario e anarchico italiano (n. 1900)
- 8 settembre - Edward Bruce, arciere statunitense (n. 1861)
- 9 settembre - Horace Traubel, scrittore, critico letterario e editore statunitense (n. 1858)
- 11 settembre - Géza Csáth, scrittore e psichiatra ungherese (n. 1887)
- 12 settembre - Leonid Nikolaevič Andreev, scrittore e drammaturgo russo (n. 1871)
- 12 settembre - Thomas Frederick Price, presbitero e missionario statunitense (n. 1860)
- 13 settembre - Virginia Olper Monis, scrittrice italiana (n. 1856)
- 14 settembre - Fritz Schöll, filologo classico tedesco (n. 1850)
- 14 settembre - Jean Taubenhaus, scacchista polacco (n. 1850)
- 15 settembre - Remigio Piva, patriota e politico italiano (n. 1840)
- 19 settembre - Nikolajs Alunāns, compositore, musicologo e critico musicale lettone (n. 1859)
- 19 settembre - Daniel von Salis-Soglio, ingegnere e militare svizzero (n. 1826)
- 20 settembre - Giuseppe Barboglio, militare italiano (n. 1838)
- 20 settembre - Ramón Barros Luco, politico cileno (n. 1835)
- 21 settembre - Giuseppe Dalla Vedova, geografo italiano (n. 1834)
- 22 settembre - Giuseppe Rumore, sindacalista italiano (n. 1894)
- 23 settembre - Felice Racagni, militare e politico italiano (n. 1839)
- 23 settembre - Annibale Riccò, astronomo e astrofisico italiano (n. 1844)
- 23 settembre - Seth Bullock, politico e imprenditore canadese (n. 1849)
- 24 settembre - Gregorio Conti, mafioso italiano (n. 1874)
- 25 settembre - Gustave Emile Chauffourier, fotografo francese (n. 1845)
- 25 settembre - Ol'ga Nikolaevna Figner, rivoluzionaria russa (n. 1862)
- 25 settembre - Konstantin Adamovič Vollosovič, geologo e esploratore russo (n. 1869)
- 26 settembre - Francis Bertie, I visconte Bertie di Thame, diplomatico inglese (n. 1844)
- 26 settembre - Leopoldo Usseglio, storico e politico italiano (n. 1853)
- 27 settembre - Abel Albert, rugbista a 15 francese (n. 1873)
- 27 settembre - Adelina Patti, soprano italiano (n. 1843)
- 28 settembre - William Parsons, attore e produttore cinematografico statunitense (n. 1878)

## Ottobre(42)
- 1º ottobre - Philip Jourdain, logico britannico (n. 1879)
- 1º ottobre - Nikolaj Pavlovič Ščedrin, rivoluzionario russo (n. 1858)
- 1º ottobre - Carlotta di Prussia, principessa prussiana (n. 1860)
- 2 ottobre - Victorino de la Plaza, politico e avvocato argentino (n. 1840)
- 2 ottobre - Ettore Ponti, politico, dirigente d'azienda e dirigente pubblico italiano (n. 1855)
- 2 ottobre - Eugenio Spreafico, pittore italiano (n. 1856)
- 3 ottobre - Giovanni Burocchi, militare italiano (n. 1881)
- 3 ottobre - Hjalmar Mellander, multiplista, lunghista e giavellottista svedese (n. 1880)
- 4 ottobre - Antonio Camaur, scultore e pittore italiano (n. 1875)
- 5 ottobre - Wilhelm Anton Neumann, religioso e archeologo austriaco (n. 1837)
- 6 ottobre - Ricardo Palma, scrittore peruviano (n. 1833)
- 7 ottobre - Alfred Deakin, politico australiano (n. 1856)
- 8 ottobre - Giorgio Cigliana, generale italiano (n. 1857)
- 8 ottobre - Alfred Paget, attore britannico (n. 1879)
- 10 ottobre - Leo Arons, fisico e politico tedesco (n. 1860)
- 10 ottobre - Anatole Mallet, ingegnere svizzero (n. 1837)
- 13 ottobre - Karl Adolph Gjellerup, poeta e scrittore danese (n. 1857)
- 16 ottobre - Henry Portman, II visconte Portman, politico inglese (n. 1829)
- 17 ottobre - Josef Albert Amann, ginecologo tedesco (n. 1866)
- 18 ottobre - William Astor, I visconte Astor, avvocato e politico statunitense (n. 1848)
- 18 ottobre - Ludwig Briegier, medico e docente tedesco (n. 1849)
- 20 ottobre - Saovabha Bongsri, regina thailandese (n. 1861)
- 20 ottobre - Walter Brack, nuotatore tedesco (n. 1880)
- 20 ottobre - Otto Gustav Koch, religioso e storico tedesco (n. 1849)
- 20 ottobre - Vincenzo Macchi di Cellere, diplomatico e ambasciatore italiano (n. 1866)
- 20 ottobre - Giovanni Martinelli, giurista e politico italiano (n. 1841)
- 21 ottobre - Michail Jakovlevič Suslin, matematico russo (n. 1894)
- 22 ottobre - Bruce Frederick Cummings, biologo e scrittore inglese (n. 1889)
- 22 ottobre - Gian Giacomo Morando, politico italiano (n. 1855)
- 22 ottobre - John Cyril Porte, pioniere dell'aviazione e ufficiale britannico (n. 1884)
- 24 ottobre - Francesco Mele, avvocato, giornalista e politico italiano (n. 1854)
- 25 ottobre - Gottlieb Graf von Haeseler, generale tedesco (n. 1836)
- 25 ottobre - Eugène Ruffy, politico svizzero (n. 1854)
- 26 ottobre - Rachel Foster Avery, attivista statunitense (n. 1858)
- 26 ottobre - Marie Empress, attrice britannica (n. 1884)
- 26 ottobre - Angelo Roth, medico e politico italiano (n. 1855)
- 26 ottobre - Celestino Schiaparelli, arabista e linguista italiano (n. 1841)
- 27 ottobre - Alfred Roll, pittore francese (n. 1846)
- 27 ottobre - Guido Orazio Di Carpegna Falconieri, politico italiano (n. 1840)
- 29 ottobre - Soyen Shaku, maestro zen giapponese (n. 1860)
- 30 ottobre - Hans von Freden, militare e aviatore tedesco (n. 1892)
- 30 ottobre - Ella Wheeler Wilcox, scrittrice statunitense (n. 1850)

## Novembre(55)
- 1º novembre - Blažej Bulla, architetto, drammaturgo e compositore slovacco (n. 1852)
- 3 novembre - Terauchi Masatake, militare e politico giapponese (n. 1852)
- 4 novembre - Carl Moeli, neurologo e psichiatra tedesco (n. 1849)
- 4 novembre - Daniel Peter, artigiano svizzero (n. 1836)
- 4 novembre - Giacinta Pezzana, attrice teatrale e attrice cinematografica italiana (n. 1841)
- 4 novembre - Sof'ja Tolstaja, contessa russa (n. 1844)
- 5 novembre - Charles Hitchcock, geologo statunitense (n. 1836)
- 5 novembre - Julius von Pflugk-Harttung, storico tedesco (n. 1848)
- 7 novembre - Ned Doig, calciatore scozzese (n. 1866)
- 7 novembre - Hugo Haase, politico e giurista tedesco (n. 1863)
- 7 novembre - Angelo Morbelli, pittore italiano (n. 1853)
- 7 novembre - Celso Ulpiani, medico, chimico e agronomo italiano (n. 1867)
- 8 novembre - Vasilij Bezekirskij, violinista e docente russo (n. 1835)
- 8 novembre - Ernst Rudolf Bierling, giurista tedesco (n. 1841)
- 9 novembre - Louis Baunard, presbitero, teologo e saggista francese (n. 1828)
- 9 novembre - Eduard Müller, politico e avvocato svizzero (n. 1848)
- 9 novembre - Vincenzo Reina, matematico e geodeta italiano (n. 1862)
- 11 novembre - Alexandre Bloch, pittore francese (n. 1857)
- 11 novembre - Pavel Petrovič Čistjakov, pittore russo (n. 1832)
- 11 novembre - Felix von Hartmann, cardinale e arcivescovo cattolico tedesco (n. 1851)
- 11 novembre - Augusta di Sassonia-Meiningen, principessa tedesca (n. 1843)
- 12 novembre - Thomas Brassey, II conte Brassey, nobile, editore e militare inglese (n. 1863)
- 12 novembre - Arturo Castelli, pittore, litografo e incisore italiano (n. 1870)
- 13 novembre - Eteocle Lorini, economista e politico italiano (n. 1865)
- 14 novembre - John Aitken, geofisico scozzese (n. 1839)
- 14 novembre - Billy Hughes, calciatore gallese (n. 1865)
- 14 novembre - Jean Résal, ingegnere francese (n. 1854)
- 15 novembre - Michail Dolivo-Dobrovol'skij, ingegnere e inventore russo (n. 1862)
- 15 novembre - Muhammad Farid, politico egiziano (n. 1868)
- 15 novembre - Alfred Werner, chimico svizzero (n. 1866)
- 16 novembre - Maria Cuțarida-Crătunescu, medico e attivista rumena (n. 1857)
- 16 novembre - Melanie von Metternich-Winneburg, nobildonna austriaca (n. 1832)
- 18 novembre - Emmanuel Dolivet, scultore francese (n. 1854)
- 18 novembre - Adolf Hurwitz, matematico tedesco (n. 1859)
- 19 novembre - Luigi Bechi, pittore italiano
- 19 novembre - Louis Braquaval, pittore francese (n. 1854)
- 19 novembre - Adolf Gröber, politico e avvocato tedesco (n. 1854)
- 19 novembre - Franz Rudorfer, aviatore austro-ungarico (n. 1897)
- 19 novembre - Alexandru Vlahuță, scrittore romeno (n. 1858)
- 19 novembre - Victor Westerholm, pittore finlandese (n. 1860)
- 20 novembre - Louis Muraton, pittore francese (n. 1855)
- 21 novembre - William Joseph Rainbow, aracnologo e entomologo australiano (n. 1856)
- 22 novembre - Francisco Moreno, esploratore argentino (n. 1852)
- 22 novembre - Luigi Pio Tessitori, indologo italiano (n. 1887)
- 23 novembre - Benedetto Baudi di Vesme, storico e ingegnere italiano (n. 1858)
- 23 novembre - Henry Gantt, ingegnere meccanico statunitense (n. 1861)
- 24 novembre - Theodor Lindner, storico tedesco (n. 1843)
- 24 novembre - William Stowell, attore statunitense (n. 1885)
- 25 novembre - Vladimir Michajlovič Zagorskij, rivoluzionario e politico russo (n. 1883)
- 26 novembre - Sveinung Aanonsen, pittore e scultore norvegese (n. 1854)
- 26 novembre - Felipe Ángeles, generale e rivoluzionario messicano (n. 1868)
- 26 novembre - Octave Maus, avvocato, scrittore e critico d'arte belga (n. 1856)
- 27 novembre - Arthur Sloggett, medico e generale inglese (n. 1857)
- 29 novembre - Beniamino Costantini, storico italiano (n. 1871)
- 29 novembre - Fritz Schaper, scultore tedesco (n. 1841)

## Dicembre(49)
- 1º dicembre - Pier Enea Guarnerio, linguista, glottologo e poeta italiano (n. 1854)
- 1º dicembre - Joseph Rosemeyer, ciclista su strada tedesco (n. 1872)
- 1º dicembre - Michail Anatol'evič Vil'ev, astronomo russo (n. 1893)
- 2 dicembre - Henry Clay Frick, imprenditore e mecenate statunitense (n. 1849)
- 2 dicembre - Henry Evelyn Wood, militare britannico (n. 1838)
- 3 dicembre - Pierre-Auguste Renoir, pittore francese (n. 1841)
- 3 dicembre - Thomas de Grey, VI barone Walsingham, politico e entomologo inglese (n. 1843)
- 4 dicembre - Giuseppe Bertani, sindacalista e politico italiano (n. 1873)
- 4 dicembre - Henry De Thierry, imprenditore e dirigente sportivo britannico (n. 1839)
- 5 dicembre - Elia Millosevich, astronomo italiano (n. 1848)
- 6 dicembre - Francesco Muscogiuri, scrittore italiano (n. 1851)
- 7 dicembre - Marianna Paulucci, ornitologa e botanica italiana (n. 1835)
- 8 dicembre - Amintore Galli, musicologo, giornalista e compositore italiano (n. 1845)
- 8 dicembre - Julian Alden Weir, pittore statunitense (n. 1852)
- 9 dicembre - Władysław Kulczyński, aracnologo polacco (n. 1854)
- 9 dicembre - Oreste Tommasini, storico italiano (n. 1844)
- 10 dicembre - Cedric Howell, aviatore australiano (n. 1896)
- 10 dicembre - Ruggiero Maurigi, imprenditore, politico e patriota italiano (n. 1843)
- 10 dicembre - Franz Steindachner, zoologo austriaco (n. 1834)
- 12 dicembre - Feng Guozhang, generale e politico cinese (n. 1859)
- 12 dicembre - Paul Stäckel, matematico tedesco (n. 1862)
- 13 dicembre - Alfonso Canzio, sindacalista italiano (n. 1872)
- 14 dicembre - Norman Victor Leaver, calciatore e arbitro di calcio inglese (n. 1876)
- 14 dicembre - Eugen Petersen, archeologo tedesco (n. 1836)
- 16 dicembre - Luigi Illica, commediografo e librettista italiano (n. 1857)
- 17 dicembre - José María Cos y Macho, cardinale e arcivescovo cattolico spagnolo (n. 1838)
- 18 dicembre - John Alcock, aviatore e militare britannico (n. 1892)
- 18 dicembre - Alcock e Brown, aviatore e militare britannico (n. 1892)
- 18 dicembre - Antonio Garella, scultore italiano (n. 1863)
- 18 dicembre - Horatio Parker, compositore, organista e docente statunitense (n. 1863)
- 19 dicembre - Achille Calzi, pittore e ceramista italiano (n. 1873)
- 19 dicembre - Cleofonte Campanini, direttore d'orchestra italiano (n. 1860)
- 19 dicembre - Emilio Castelli, militare, diplomatico e politico italiano (n. 1832)
- 21 dicembre - Gioacchino Bastogi, imprenditore e politico italiano (n. 1851)
- 21 dicembre - Louis Diémer, pianista e compositore francese (n. 1843)
- 21 dicembre - Gilbert Gaul, pittore e illustratore statunitense (n. 1855)
- 22 dicembre - Boy Capel, giocatore di polo britannico (n. 1881)
- 22 dicembre - Hermann Weingärtner, ginnasta tedesco (n. 1864)
- 23 dicembre - Pietro Stefanelli, chimico e entomologo italiano (n. 1835)
- 24 dicembre - Francesco Serato, violoncellista italiano (n. 1843)
- 25 dicembre - Andrew Edward McKeever, militare e aviatore canadese (n. 1894)
- 27 dicembre - Luigi Bignami, arcivescovo cattolico italiano (n. 1862)
- 27 dicembre - Theo de Meester, politico olandese (n. 1851)
- 28 dicembre - Johannes Rydberg, fisico e matematico svedese (n. 1854)
- 28 dicembre - Laura Zanon Paladini, attrice teatrale italiana (n. 1845)
- 29 dicembre - William Osler, medico canadese (n. 1849)
- 30 dicembre - Benno Baginsky, medico tedesco (n. 1848)
- 30 dicembre - Luigi Formiga, patriota italiano (n. 1840)
- 31 dicembre - Elin Danielson Gambogi, pittrice finlandese (n. 1861)

## Senza giorno specificato(58)
- Al Jawhara bint Musaed Al Jiluwi, principessa saudita (n. 1891)
- Valerian Ivanovič Al'banov, navigatore russo
- Aleksandr Aleksandrovič Makarov, politico e avvocato russo (n. 1857)
- Alfonso Alfonsi, politico italiano (n. 1841)
- Pasquale Baccarini, botanico italiano (n. 1858)
- Elena Bianchini Cappelli, cantante italiana (n. 1873)
- Giovanni Bolzoni, compositore italiano (n. 1841)
- Ferdinando Bonazzi, aviatore e militare italiano (n. 1886)
- Luigi Borzì, ingegnere e architetto italiano (n. 1853)
- Enrico Braga, scultore italiano (n. 1841)
- Mattia Calandrelli, giornalista, scrittore e filologo italiano (n. 1844)
- Giulio Carminati di Brambilla, militare e nobile italiano (n. 1837)
- Orazio D'Angelo, avvocato, storico e bibliotecario italiano (n. 1857)
- Francesco D'Auria, direttore d'orchestra e compositore italiano (n. 1841)
- Vittorio Da Camino, letterato, giornalista e filantropo italiano (n. 1864)
- Eugène Demolder, scrittore belga (n. 1862)
- Pasquale Dessanay, poeta italiana (n. 1868)
- Henri Deutsch de la Meurthe, imprenditore francese (n. 1846)
- Prênk Bibë Doda, politico e militare albanese (n. 1860)
- Luigi Druetti, generale italiano (n. 1853)
- Anna Michajlovna Evreinova, scrittrice, avvocata e editrice russa (n. 1844)
- Giuseppe Francini, inventore italiano (n. 1844)
- Gabriele Gabrielli, pittore italiano (n. 1895)
- Avraam Garkavi, orientalista russo (n. 1835)
- Ludwig Geiger, storico tedesco (n. 1848)
- Aleksandr Vasil'evič Gudovič, nobile e politico russo (n. 1869)
- Robert Herrmann, ginnasta e multiplista statunitense (n. 1869)
- Edwin Holmes, astronomo inglese (n. 1842)
- Aristo Isola, patriota e politico italiano (n. 1850)
- Ernst Jentsch, psichiatra tedesco (n. 1867)
- Josef Kohler, giurista tedesco (n. 1849)
- Maurice Kufferath, giornalista, musicologo e direttore d'orchestra belga (n. 1852)
- Lawrence Lambe, geologo e paleontologo canadese (n. 1863)
- Spyridōn Lampros, politico greco (n. 1851)
- Aleksandra Petrovna Lanskaja, nobildonna russa (n. 1845)
- Hermann Lietz, pedagogista tedesco (n. 1868)
- Michele Lojacono Pojero, botanico italiano (n. 1853)
- Horatio Walter Lonsdale, scultore e pittore britannico (n. 1844)
- Maryana Marrash, scrittrice, poetessa e giornalista siriana (n. 1848)
- Francesco Marsich, ingegnere italiano (n. 1858)
- Giovanni Mazzotti Biancinelli, letterato, scrittore e politico italiano (n. 1839)
- John Mitchell, sindacalista statunitense (n. 1870)
- August Mustel, organista e inventore francese (n. 1842)
- Friedrich Naumann, politico tedesco (n. 1860)
- Carlo Alberto Navone, ingegnere, storico e politico italiano (n. 1842)
- Marija Nikiforova, anarchica ucraina (n. 1885)
- Aleksandr Nikanorovič Novoskol'cev, pittore russo (n. 1853)
- Cesare Pascucci, compositore e direttore d'orchestra italiano (n. 1841)
- Thomas Perrott, generale britannico (n. 1851)
- Giuseppe Pessina, poeta italiano (n. 1860)
- Leopoldo Pieroni, flautista e compositore italiano (n. 1847)
- Luigi Rosa, pittore italiano (n. 1850)
- Paolo Savj-Lopez, filologo e saggista italiano (n. 1876)
- Enrico Seffer, fotografo italiano (n. 1839)
- Christian Ernst Stahl, botanico tedesco (n. 1848)
- Charles Émile Troisier, medico francese (n. 1844)
- Salim bin Sultan al-Qasimi, sovrano emiratino
- Turki I bin Abd al-Aziz Al Sa'ud, principe saudita (n. 1900)